# Haroldius perroti
Haroldius perroti är en skalbaggsart som beskrevs av Renaud Maurice Adrien Paulian 1939. Haroldius perroti ingår i släktet Haroldius och familjen bladhorningar. Inga underarter finns listade i Catalogue of Life.